# 102 نوت أوت
102 نوت أوت (بالإنجليزية: 102 Not Out)‏ هو فيلم كوميدي درامي هندي باللغة الهندية عام 2018 من إخراج أوميش شوكلا وكتابة سوميا جوشي. يشارك في بطولة الفيلم أميتاب باتشان وريشي كابور في الأدوار الرئيسية حيث يجسدان لأول مرة ثنائي الأب والابن. ويشارك في بطولة الفيلم أيضًا الممثل جيميت تريفيدي في دور مساعد.

## حبكة
داتاتريا فاخاريا (أميتاب باتشان) هو رجل نشيط يبلغ من العمر 102 عامًا يعيش حياته إلى أقصى حد ويأخذ كل شيء بطريقة مرحة لأن قلبه هو قلب شاب يبلغ من العمر 26 عامًا بغض النظر عن عمره. ابنه بابولال فاخاريا (ريشي كابور) البالغ من العمر 75 عامًا هو عكسه تمامًا لأنه يعتقد أنه أصبح الآن كبيرًا في السن وضعيفًا للغاية للاستمتاع بالحياة ويعيش حياة روتينية. دهيرو (جيميت تريفيدي) هو موظف في الصيدلية القريبة الذي يسلم الأدوية إلى مقر إقامة عائلة فاخاريا. إن هدف داتاترايا هو تحطيم الرقم القياسي لأكبر شخص على قيد الحياة على وجه الأرض والذي يحمله حاليًا رجل صيني. يجب أن يعيش لمدة 16 عامًا أخرى لتحقيق هدفه ولكن عليه أن يبتعد عن الأشخاص ذوي العقلية السلبية للحفاظ على صحته ليعيش هذه المدة. لذلك، يهدد داتاترايا بإرسال ابنه إلى دار للمسنين مما يجعله قلقًا وخائب الأمل لأنه اعتاد على البقاء والنوم في منزله منذ هذه السنوات العديدة. يوافق داتاترايا على عدم إرسال بابولال إلى دار المسنين بشرط أن يستوفي بابولال شروطًا معينة، يفرضها والده عليه بشكل منتظم.
تدور أحداث الفيلم حول الشروط التي أعطيت لبابولال، والتي يتردد في تنفيذها في البداية لكنه ينفذها بسبب الخوف من الذهاب إلى دار المسنين. إن الشروط التي فرضها والده على بابلال تغير نظرته للحياة. الشرط الأول هو أن يكتب بابولال رسالة حب إلى زوجته المتوفاة، شاندريكا. وبعد تفكير طويل، يقدم الرسالة إلى والده، الذي يضحك ويستمتع بقراءة الرسالة. في الحالة الثانية، يزور داتاترايا طبيب بابولال المعتاد مع بابولال ودهيرو، مما يضطر بابولال إلى اتهام الطبيب بالسرقة. كانت فكرة داتاترايا هي قطع الاتصال بين بابولال وطبيبه حتى يتوقف بابولال عن الذهاب إلى عيادة الطبيب يوميًا لإجراء فحص روتيني. يوافق بابولال على الشرط بالتوقف عن زيارة عيادة الطبيب يوميًا دون اتهامه بالسرقة. لاحقًا، يخبر داتاترايا بابولال أن شرطه الثالث هو قطع ثقوب في بطانية طفولته، الأمر الذي يرفضه الأخير على الفور.
أحد الظروف التي تغير حياة بابولال تمامًا هو عندما يتم إرساله مع ديروا إلى أجزاء معينة من مومباي والتي تتضمن زيارة إلى حديقة جوهو في سانتاكروز وكنيسة القديس سيباستيان في تشيمبور. يشعر ديروا بالارتباك عندما يشعر بابولال بالحنين وينفجر في البكاء بعد زيارة المكانين. يخبر داتارايا ديروا أنه وبابولال كانا يزوران الحديقة بانتظام في طفولة بابولال، وأن بابولال وابنه المنفصل عنه، أمول (دارميندرا جوهيل)، كانا يزوران الكنيسة بانتظام للصلاة. ومع ذلك، بعد أن كبر أمول، أرسله بابولال إلى الولايات المتحدة فقط لتعليمه، ولكن الأخير استقر هناك وتزوج هناك، ونادراً ما اتصل بوالده طوال هذه السنوات. بعد استيفاء جميع الشروط، يشعر بابولال بالحزن ويقوم بتوزيع الكعكة على الأطفال الصغار في الشوارع. كما يكمل بابولال الشرط الثالث المتمثل في قطع ثقوب في بطانية طفولته ويبدأ في رؤية الحياة بطريقة مبهجة تمامًا مثل والده، مما يؤدي إلى جعل داتاترايا المسرور يجد أنه من الأسهل إكمال مهمته.
في عيد ميلاد بابولال، يتصل أمول به لكن داتارايا، الذي يعتبر أمول بمثابة تأثير سيء على بابولال، لا يجيب على المكالمة الهاتفية ولا يخبر بابولال أيضًا عن ذلك. في نفس اليوم، اعترض داتارايا أيضًا الزهور التي أرسلها أمول ولم يسلمها إلى بابولال. يتصل أمول مرة أخرى في الليل ولكن داتارايا مرة أخرى لا يخبر بابولال عن ذلك، ويحذف سجل المكالمات من هاتف بابولال المحمول. في اليوم التالي، يسلم داتارايا الزهور إلى بابولال، الذي يشعر بالانزعاج لأنه لم يتم تسليمها إليه في وقت سابق ويتواصل مع أمول ليشكره على إرسال الزهور. يخبره أمول عن المكالمتين الفائتين وأنه سيصل إلى الهند في الشهر المقبل. يغضب بابولال من داتارايا بسبب حجب هذه المعلومات. مع العلم أن دافع أمول هو المطالبة بنفسه كوريث لممتلكاتهم، يقدم داتاترايا لبابولال شرطه الأخير لطرد أمول من المنزل، والذي يرفضه الأخير لأنه لا يرغب في التصرف بوقاحة مع ابنه، مما يؤدي إلى خلاف بينهما.
بعد بضعة أيام، يدخل بابولال إلى غرفة داتارايا ويجد أنه يحمل عدة لافتات تحتوي على كلمات تتحدث عن التمرد بسبب دخول أمول إلى المنزل. يذكّر داتارايا بابولال بأن زوجته، شاندريكا، عانت من مرض الزهايمر في آخر 28 يومًا من حياتها، والشيء الوحيد الذي تذكرته حتى اللحظة الأخيرة هو أمول، الذي في الواقع لم يصل حتى لمقابلة والدته مشيرًا إلى عدم وجود إشعار إجازة مناسب في شركته. لإظهار جشع أمول، يتصل به داتارايا ويتلقى ردًا تلقائيًا مفاده أن أمول غير متاح. وينتهي به الأمر بتسجيل الرسالة التي يجب عليه مناقشتها مع بابولال بشأن الممتلكات، مما يتسبب في رد أمول على الفور على المكالمة الهاتفية ويقنعه داتارايا بالوصول إلى مومباي في التاسع عشر من ذلك الشهر. يبدأ داتارايا في قراءة رسائل أمول التي كتبها إلى بابولال والتي اعترضها داتارايا في المنتصف؛ يتبين أن كل رسالة مادية وتنتهي بـ "آمل أن تفهم". على الرغم من هذا، لا يزال بابولال يخبر داتارايا أنه لن يتبع شرطه الأخير، وحتى دهيرو يدعمه للمرة الأولى، معتقدًا أنه يجب منح أمول فرصة ثانية.
في اليوم التالي، يقدم بابولال إلى داتارايا إفادة خطية تنص على أنه ينقل حصته من الممتلكات إلى أمول. يكشف داتارايا أخيرًا أنه تم تشخيص إصابته بورم في المخ منذ فترة طويلة ولم يتبق له الكثير من الوقت للعيش. كان دخول دار المسنين وتحطيم هذا الرقم القياسي مجرد خدعة لأنه تمنى أن يتخلص ابنه من نهجه السلبي في الحياة. يدرك بابولال أخيرًا نوايا أمول الحقيقية، وعندما يصل أمول إلى الهند، يسيء إليه بابولال ويذله أمام الجمهور ويطالبه بالعودة إلى المنزل من المطار نفسه. ثم يخبر داتارايا بابولال بأنه إذا كان هناك أمول فهناك أيضًا ديروا، ويطلب منه بشكل غير مباشر قبول ديروا كبديل لأمول. حتى أن داتاترايا يطلب من بابولال أن يطلق صافرة عندما يموت، للاحتفال بإنجازه البارز، 102 عامًا. في النهاية، 102 لم يخرج يصبح 102 خارج ويطلق بابولال صافرة. يقدم ديروا شريطًا مسجلاً إلى بابولال برسالة سجلها داتارايا قبل يومين من وفاته. في تلك الرسالة، ذكر داتارايا أنه يجلس في سحابة مع نفس الرجل الصيني بجانبه. ويقول للرجل إن الرقم القياسي لأطول شخص يعيش على وجه الأرض سوف يحطمه ابنه، بابولال، نفسه بعد 43 عامًا أخرى.

## الممثلون
- أميتاب باتشان في دور داتاترايا فاخاريا
- ريشي كابور في دور بابولال فاخاريا
- جيميت تريفيدي في دور دهيرو
- دارمندرا جوهيل في دور أمول فاخاريا
- نيليش بانديا في دور هاسموخ باي (صاحب عمل دهيرو)
- أشوك باتاك في دور سائق عربة الركشة الآلية (ظهور خاص)
- فيجاي راز في دور الراوي

## الموسيقى التصويرية
تم تأليف موسيقى الفيلم من قبل سليم-سليمان وأميتاب باتشان وروحان فيناياك بينما تمت كتابة الكلمات من قبل هيرال براهمبات وسوميا جوشي وأميتاب بهاتاتشاريا وكيفي اعظمي. الأغاني التي ظهرت في الفيلم غناها أريجيت سينغ، أرمان مالك، سونو نيجام، أميتاب باتشان، ريشي كابور وهيرال براهمابهات. قام جورج جوزيف بتأليف الموسيقى الخلفية لهذا الفيلم. تم إصدار الأغنية الأولى من الفيلم، باتشي كي جان والتي غناها سينغ، في 10 أبريل 2018. تم إصدار الأغنية الثانية من الفيلم، بادومبا والتي غناها باتشان وكابور، في 18 أبريل 2018. تم إصدار الألبوم الموسيقي في 30 أبريل 2018 بواسطة ساريجاما ميوزيك. أعطى فيبين ناير من الصحيفة الهندوسية الموسيقى التصويرية 3.5/5 مشيرًا إلى أن سليم سليمان قدم "أفضل أعمالهما منذ فترة طويلة جدًا".
كل الألحان من تأليف سليم-سليمان.
| #  | عنوان                           | المدة |
| -- | ------------------------------- | ----- |
| 1. | "Bachche Ki Jaan"               | 4:49  |
| 2. | "Badumbaaa"                     | 5:46  |
| 3. | "Kulfi"                         | 4:21  |
| 4. | "Kuch Anokhe Rules"             | 3:33  |
| 5. | "Phir Laut Aayi Zindagi"        | 4:23  |
| 6. | "Waqt Ne Kiya Kya Haseen Sitam" | 4:57  |

## روابط خارجية
- 102 نوت أوت على موقع IMDb (الإنجليزية)
- 102 نوت أوت على موقع روتن توميتوز (الإنجليزية)
- 102 نوت أوت على موقع بوكس أوفيس موجو (الإنجليزية)
- 102 نوت أوت على موقع فيلمافينيتي (الإسبانية)
- 102 نوت أوت على موقع قاعدة بيانات الفيلم (الإنجليزية)
- 102 نوت أوت على موقع ليتربوكسد (الإنجليزية)
- 102 نوت أوت على موقع كينوبويسك (الروسية)